# Ichneumon natoliae
Ichneumon natoliae är en stekelart som beskrevs av Carl von Linné 1762. Ichneumon natoliae ingår i släktet Ichneumon och familjen brokparasitsteklar. Inga underarter finns listade i Catalogue of Life.